# Balboekje
In een balboekje schreef een dame aan welke heer zij een dans had toegezegd.
In hogere kringen was het elkaar ten dans vragen tot in de 19e eeuw aan strenge regels gebonden. Zomaar op een meisje aflopen en haar ten dans vragen, was uit den boze. Dat was zeer ongemanierd. Als een jongen met een meisje wilde dansen, moest hij zich eerst melden bij haar chaperonne (begeleidster, vaak een wat oudere dame). Na toestemming van de begeleidster schreven jongen en meisje elkaars namen in haar balboekje bij een bepaalde dans. In het balboekje was daarna te lezen welke dans voor wie gereserveerd was. Was er een wals voor de betreffende jongen gereserveerd, dan dansten beiden bij de eerstvolgende wals. Populaire dames hadden al snel hun balboekje vol. Na 1900 werd het 'gewoner' om te dansen wanneer je zin had, dansen werd een feestje en minder formeel. Daarmee raakte het balboekje in onbruik. Tot de jaren vijftig werd de uitdrukking 'iemand in je balboekje zetten' nog vaak gebruikt om aan te geven dat je wel een afspraak met iemand wilde, vergelijkbaar met het huidige 'met iemand een beschuitje willen eten'.